# Памятник Тарасу Шевченко (Марьинка)
Памятник Тарасу Шевченко (укр.  Пам'ятник Тарасові Шевченку) — монумент, воздвигнутый в честь украинского поэта, художника и этнографа Тараса Шевченко в городе Марьинка Донецкой области Украины.
Монумент является благотворительной помощью Белоцерковского национального аграрного университета прифронтовым территориям. После поездки сотрудников университета в Марьинку, вдохновитель скульптурного проекта, ректор А. С. Даниленко предложил установить в городе памятник украинскому поэту.

## Открытие
18 мая 2017 года, в центре города Марьинка состоялось торжественное открытие памятника Тарасу Григорьевичу Шевченко.
Памятник был освящен духовенством во главе с Архиепископом Донецким и Мариупольским Киевского Патриархата Владыкой Сергием.
По замыслу авторов проекта памятник должен стать символом не покоренности украинского народа, его исконного стремления к свободе и независимости.